# هنري شيروود (سياسي)
هنري شيروود (بالإنجليزية: Henry Sherwood)‏ هو سياسي أمريكي، ولد في 27 يناير 1824، وتوفي في 23 يوليو 1875. حزبياً، نشط في الحزب الجمهوري. وقد انتخب عضو جمعية ولاية نيويورك.